# ناثان وايت
ناثان وايت (بالإنجليزية: Nathan White)‏ هو لاعب اتحاد الرغبي نيوزلندي، ولد في 18 سبتمبر 1981 في Hāwera ‏ في نيوزيلندا.

## وصلات خارجية
- ناثان وايت عل موقع إسبنسكروم (الإنجليزية)
- ناثان وايت على موقع ItsRugby.co.uk (الإنجليزية)